# Park tmavé oblohy Poloniny
Park tmavé oblohy Poloniny (anglicky Poloniny Dark-Sky Park, polsky Park Ciemnego Nieba Poloniny) je první park tmavé oblohy na Slovensku. Stal se 20. parkem tmavé oblohy ve světě. Člověk, živočichové a rostliny přes den potřebují světlo, v noci tmu. Zcela přirozená noční tma, neovlivněná umělým osvětlením, kvůli světelnému znečištění na Slovensku už neexistuje. Stále se však najdou místa, kde je toto ovlivnění minimální. Takovým je i Národní park Poloniny, který je z pohledu světelného znečištění nejtmavší oblastí na Slovensku. Právě proto tento park z iniciativy Slovenského svazu astronomů amatérů na severovýchodě Slovenské republiky vznikl.

## Poloha a rozloha
Park tmavé oblohy Poloniny se nachází na severovýchodě Slovenské republiky na hranici s Polskem a Ukrajinou. Území parku je vymezeno samotným územím NP Poloniny (29 805 ha), jeho ochranným pásmem (10 973 ha) a katastrálním územím obcí Kolonica, Ladomirov, Kalná Roztoka, Klenová, Ruská Volová (7 741 ha). Celková výměra je 48 519 ha. Park tmavé oblohy Poloniny se nachází na území Národního parku Poloniny (a v jeho okolí), které se mimo jiné vyznačuje tím, že má výjimečně malou hustotu osídlení (6 obyvatel na km2). Zároveň je to nejméně navštěvovaný národní park na Slovensku, proto je zde vliv člověka na životní prostředí minimální. Národní park leží na hranicích s Polskem a Ukrajinou. S tímto územím sousedí Bieszczadský národní park v Polsku a Užanský národní park na Ukrajině. Z hlediska světelného znečištění je území Národního parku Poloniny nejtmavší oblastí na Slovensku. Přirozená noční tma a noční biorytmy všech živých organismů jsou zde nejméně narušené. I díky tomu je na území národního parku mimořádná koncentrace endemických a ohrožených druhů rostlin, hub a živočichů.

## Národní park Poloniny
NP Poloniny je nejvýchodnějším Slovenským národním parkem s původními rozlehlými jedlově-bukovými lesy a pralesy Stužica, Rožok a Havešová, které jsou od roku 2007 zapsány na seznamu Světového přírodního dědictví UNESCO. Od roku 2004 se v parku nacházejí území evropského významu NATURA 2000. Národní park je součástí Mezinárodní biosférické rezervace Východní Karpaty, vyhlášenou UNESCO v roce 1993 - první na světě, kterou tvoří spojené území tří států (208 089 ha). Součástí chráněného území jsou národní kulturní památky - dřevěné kostelíky (cerkvi) východního obřadu. Nejvyšší vrch je Kremenec (1221 m n. m.), který je i nejvýchodnějším bodem Slovenska, kde se setkávají hranice tří států: Slovenska, Polska a Ukrajiny.

### "Nej" na Slovensku
"Nej" na Slovensku: největší komplex pralesů na Slovensku; nejvýchodnější bod na Slovensku; nejvíce národních kulturních památek v rámci národních parků Slovenska - dřevěné kostelíky; největší vodní nádrž na pitnou vodu na Slovensku - Starina (60 milionů m 3 vody); největší výskyt velkých lesních zvířat; nejvýše položený vojenský hřbitov z 1. světové války na Slovensku na vrchu Predný Hodošík (825 m n. m.); součást jediné biosférické rezervace UNESCO na světě, kterou tvoří spojené území tří států (208 089 ha).

## Vyhlášení
Park tmavé oblohy Poloniny byl slavnostně vyhlášen pod záštitou primátora města Snina Ing. Štěpána Milovčíka podpisem Memoranda partnerských organizací 3. prosince 2010 v Snině. Byl vyhlášen u příležitosti Mezinárodního roku biodiverzity 2010 jako první oblast tmavé oblohy na Slovensku. Park tmavé oblohy Poloniny byl vyhlášen na základě dohody šesti partnerských organizaci. S prohlášením parku písemně souhlasili starostové obcí, nacházejících se na vytyčeném území Parku tmavé oblohy Poloniny mimo území NP Poloniny a jeho ochranného pásma (Kolonica, Ladomirov, Kalná Roztoka, Klenová, Ruská Volová).

## Cíle
Park tmavé oblohy Poloniny vznikl s cílem informovat laickou a odbornou veřejnost o výjimečně zachovaném nočním prostředí na tomto území, vzdělávat v problematice ochrany nočního životního prostředí a světelného znečištění, propagovat a ochraňovat tmavou noční oblohu, která je základem ochrany přírodního prostředí před světelným znečištěním. Park tmavé oblohy, kromě ochrany nočního životního prostředí, poskytuje také informační turistický program. Park tmavé oblohy Poloniny byl vyhlášen i s cílem zachovat toto výjimečné prostředí poskytující ty nejkvalitnější podmínky na noční pozorování oblohy. V oblasti je výborně viditelná Mléčná dráha a bez dalekohledu můžeme vidět téměř 2000 hvězd (ve městech 200, ve velkoměstech 20). Hory znemožňují přímou viditelnost světel z okolních měst a obcí. Na obloze vidět za dobrého počasí (v Evropě již výjimečně viditelné) objekty a úkazy, jako jsou zodiakální světlo, protisvit a zodiakální pás. Na vytyčeném území Parku tmavé oblohy se mezi obcemi Kolonica a Ladomirov nachází Astronomické observatoř na Kolonickém sedle. Výjimečná kvalita oblohy předurčuje tuto observatoř k získávání kvalitních vědeckých údajů, jakož i k popularizační činnosti a rozvoji astroturistiky. Parkem tmavé oblohy prochází 49. rovnoběžka. Za obcí Uličské Krivé je na této rovnoběžce informačně-propagační tabule, která informuje o zajímavostech na 49. rovnoběžce a katastru obce. V roce 2012 byl v obci Zboj realizován projekt "Symbolický hřbitov obětí světelného znečištění" a v obci Nová Sedlica Naučná stezka "Pod tmavou oblohou".

## Plány do budoucna
V budoucnu se plánuje rozšíření parku o území Bieszczadského národního parku v Polsku a Užanského národního parku na Ukrajině. Vznikne tak první velký mezinárodní park tmavé oblohy na území tří států na světě.